# イアパ県
イアパ県（イアパけん、ベトナム語：Huyện Ia Pa?）は、ベトナム社会主義共和国ザライ省の県である。

## 行政区画
9社から構成される。